# Nancy Kress

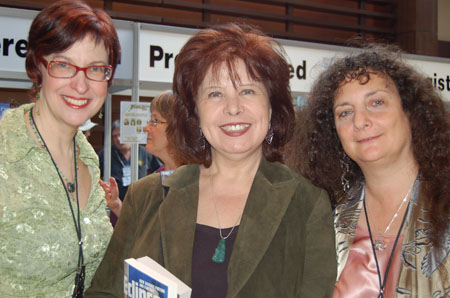
Nancy Kress (midden), met Delia Sherman (links) en Ellen Datlow (rechts).

Nancy Kress (Buffalo, New York, 20 januari 1948) is een sciencefictionschrijfster.
Ze werd geboren als Nancy Anne Koningisor. Voordat ze aan haar schrijfcarrière begon, gaf ze les op de basisschool en daarna op de universiteit. Ze trouwde in 1973 met Michael Joseph Kress. Ze hadden twee zonen en scheidden in 1984. Kress werkte een tijd voor een advertentiebureau. Ze was van 1988 tot 1994 getrouwd met Marcos Donnelly. In 1998 trouwde ze met Charles Sheffield, die in 2002 overleed aan een hersentumor, waarna ze terug verhuisde naar de staat New York. In 2009 verhuisde ze naar Seattle en in februari 2011 trouwde ze met de science fiction auteur Jack Skillingstead (24 october 1955).
Kress begon met schrijven in 1976, maar werd pas echt bekend na de publicatie van de novelle Beggars in Spain waarmee ze in 1990 de Hugo en Nebula Awards won, waarna ze deze in 1993 in een de serie Sleepless verwerkte. Ze won ook de Nebula Award for Best Novella in 2013 voor After the Fall, Before the Fall, During the Fall en in 2015 voor Yesterday's Kin. 
Kress schrijft meestal verhalen in de nabije toekomst, waarin de techniek realistisch is en plausibel aansluit op het heden. Genetische manipulatie is een terugkerend thema, evenals in mindere mate kunstmatige intelligentie. Ze neemt een middenpositie in tussen harde sciencefiction en de zachtere variant. Ze toont een grotere interesse in het innerlijk leven van haar hoofdpersonen dan 'harde' schrijvers als Larry Niven en Greg Egan. De wetenschapsgebieden waarop Kress zich richt zijn ook minder hard dan SF favorieten natuurkunde en ruimtevaart. Aan de andere kant werkt ze de technische details van haar verzonnen wetenschap veel verder uit dan bijvoorbeeld Ursula LeGuin.
Kress houdt van ballet en heeft er verhalen over geschreven.

## Belangrijkste prijzen
- Hugo Award
  - Beggars in Spain (1992) - novella
  - The Erdmann Nexus (2009) - novella
- Nebula Award
  - Out of All Them Bright Stars (1986) - short story
  - Beggars in Spain (1992) - novella
  - The Flowers of Aulit Prison (1998) - novelette
  - Fountain of Age (2008) - novella
  - After the Fall, Before the Fall, During the Fall (2012) - novella
  - Yesterday's Kin (2014) - novella
- John W. Campbell Memorial Award
  - Probability Space (2003)
- Theodore Sturgeon Award
  - The Flowers of Aulit Prison - short story